# Бланес
Бла́нес (кат. и исп. Blanes) — муниципалитет и город в Испании, в автономном сообществе Каталония, в провинции Жирона. Муниципалитет находится в составе района (комарки) Сельва.
Население — 38 205 жителей (2006 год).
Расположен на северо-востоке Испании, на южной оконечности побережья Коста-Брава, в 60 км к северо-востоку от Барселоны. Железнодорожная станция на линии пригородных поездов RENFE Барселона — Масанет.

## История
Бланес — старейший из всех городов Коста-Бравы. Имеются сведения, что на месте нынешнего города существовали поселения уже в эпоху романизации Пиренейского полуострова (после 218 года до н. э.), одно из них носило имя Бланда или Бланде.
Первое упоминание собственно Бланеса, или замка Форкадель относится к 1002 году. С XII по XIV века город оказался под властью аристократического семейства Бланес. В XII веке городу и его порту был дарован ряд привилегий, что ускорило его развитие. В 1583 году в Бланесе был основан монастырь монахов-капуцинов.
В 1859 году в город была проведена железная дорога, в 1881 году — устроено газовое освещение, в 1889 году обустроена первая электрическая сеть.
В ходе Гражданской войны в Испании Бланес подвергался бомбардировкам. После окончания Второй мировой войны город стал развиваться как туристический центр. Между 1955 и 1970 годами население города удвоилось за счёт миграции населения из других районов Испании.

## Экономика
Бланес — популярный курорт на берегу Средиземного моря (четыре километра высококачественных пляжей). Экономическая активность в основном сконцентрирована в сфере обслуживания туристов — работают многочисленные отели, кемпинги, рестораны, бары.
Вместе с тем в городе действует ряд промышленных предприятий по переработке сельскохозяйственной продукции, текстильная фабрика. В округе развито растениеводство. В городе работает рыбный порт.

## Достопримечательности
- Гору, возвышающуюся над городом, венчает замок Сан-Хуан (середина XIII века, сторожевая башня XVI века).
- Остатки замка виконтов Кабрера (XII век).
- Готический фонтан (начало XV века).
- Вблизи города — романская базилика Святой Барбары (XII век).

На окраине Бланеса расположены два крупных ботанических сада — «Мар и Муртра» и «Пиния де Роза».

## Фейерверки
Ежегодно в Бланесе отмечается главная фиеста или праздник Святой Анны и Святого Хоакима. Обычно это происходит на 3-й или 4-й неделе июля. До 2012 года фиеста была на протяжении 5 дней подряд, но потом в целях экономии было решено сократить праздник до 4-х дней. Фестиваль обычно привлекает до 500 000 посетителей со всего мира. Является одним из крупнейших фестивалей фейерверков в Европе. Большая часть посетителей фестиваля наблюдает за фейерверками с пляжа. Ежегодно сгорает 500 000 кг фейерверков.
Финальное шоу проходит в воскресенье вечером. Рекордное количество посетителей за 1 день было в 2014 году, когда финальное шоу увидели 250 000 человек. В 2015 году фестиваль прошел в 45-й раз.

## Города-побратимы
- Ардалес, Испания
- Вильнав-д'Орнон, Франция

## Галерея
- Набережная в Бланесе
- Железнодорожная станция
- В старой части города
- В порту Бланеса
- Современные отели на южной окраине города (на переднем плане отели Blaumar и Blaucel)
- Одно из старинных зданий
- Живописная бухта рядом с ботаническим садом
- Набережная Бланеса вечером